# Kőszegi Ákos
Kőszegi Ákos (Budapest, Albertfalva, 1960. szeptember 23. –) Jászai Mari-díjas magyar színész, érdemes művész.

## Pályája
1985-ben végezte el a Színház- és Filmművészeti Főiskolát, s még ebben az évben csatlakozott a Szegedi Nemzeti Színház társulatához. 1989-től a Pécsi Nemzeti Színház tagjainak sorát erősítette, 1992-től az Arizona Színház, 1993–1994-ben a József Attila Színház tagja volt. 1994–1996 között a Radnóti Miklós Színházban lépett fel, majd a Soproni Petőfi Színházban játszott 2003-ig. 2013–2019 között a Kecskeméti Katona József Nemzeti Színház tagja volt. 2019-től a Vígszínház művésze.
Színpadon játszotta többek között Hamletet, Benedettót és Oberont Shakespeare-adaptációkban, Fagint az Oliverben, Lennyt az Egerek és emberekben, Dmitrijt a Kamarazov testvérekben, számos más mellett.
Kőszegi Ákos a legfoglalkoztatottabb szinkronszínészek közé tartozik. Sorozatokhoz, filmekhez egyaránt felkérést kap. Ő kölcsönzi Victor Garber hangját az Aliasban, James Gandolfini magyar hangja a Maffiózókban, David Carusóé a Miami helyszínelőkben és Dennis Quaidé a Holnaputánban. Gyakran szinkronizálja Tom Hanks, Russell Crowe és Colin Firth színészeket, s kisebb, de annál jelentősebb szereplők is megkapják orgánumát: a Csillagok háborújában Mace Windut, azaz Samuel L. Jacksont, A Gyűrűk Ura második és harmadik részében pedig Grímát szólaltatja meg magyarul, akit Brad Dourif alakít. Elmondása szerint a hazafiasság illúziójától motiválva adja a hangját a Fidesz évente átlagosan 50-60 milliárd forint közpénzből finanszírozott intenzív propaganda kampányainak, köztük például a „Gyurcsány Show”-nak, továbbá Zakariás Éva társaként a Lidl reklámjainak férfi bemondója.

## Színpadi szerepei
- William Shakespeare: Hamlet... Hamlet
- William Shakespeare: Rómeó és Júlia....Lőrinc barát
- Móricz Zsigmond: Úri muri....Szakhmáry Zoltán
- Schiller: Ármány és szerelem....Ferdinand
- Schiller: Don Carlos....Posa márki
- MacDermot–Ragni–Rado: Hair....Berger
- Kesey–Wasserman: Kakukkfészek....Mac Murphy
- Peter Shaffer: Amadeus....Antonio Salieri
- Peter Hacks: Amphitryon....Jupiter
- Ivan Kušan: A balkáni kobra....Juraj Ardonjak, vállalkozó
- Presser- Sztyevanovity- Horváth:....A padlás (Barrabás/Révész)
- Georg Büchner: Danton halála....Danton
- Friedrich Schiller: Don Carlos....II. Fülöp
- John Steinbeck: Egerek és emberek....Lennie
- Márai Sándor: Eszter hagyatéka....Lajos
- Molnár Ferenc: Játék a kastélyban
- Madách Imre: Az ember tragédiája....Második demagóg, Harmadik udvaronc, Saint-Just, Első gyáros
- William Mastrosimone: Az erőszak határai... Raul
- Békés Pál–Rozgonyi Ádám: Szegény Lázár....Granada
- Pozsgai Zsolt: Szabadságharc Szebenben....Kosztka
- Gaál József: A peleskei nótárius....Gazsi
- Niccolò Machiavelli: Mandragóra....Ligurio
- Shakespeare: Lear király....Cornwall hercege
- Forgách András: A kulcs....Báty
- Székely János: Caligula helytartója....Petronius
- Friedrich Dürrenmatt: Az öreg hölgy látogatása...polgármester

## Hangjáték
- Karinthy Ferenc: Éljen és virágozzék! (1985)
- Kertész Ákos: Zsarolók (2000)
- Nyikos Őrsi: A meghívott ismeretlen (2010)
- Fekete István: Bogáncs (2019)
- Csoóri Sándor: Fehér holló feketében (2020)
- Szendrey Júlia: Élete, naplója, levelei és halálos ágyán tett vallomása (2023)

## Filmjei

### Játékfilmek
- Üvegtigris (2001)
- Szupermosás (2005)
- Odaát (2008)
- A nyugalom (2008)
- Halj már meg! (2016)
- X – A rendszerből törölve (2018)
- Trezor 2018
- Elk*rtuk (2021)

### Tévéfilmek
- A vén bakancsos és fia, a huszár (1985)
- István király (1992)
- Öregberény (1993-1995)
- Kisváros (1998)
- A kísértés (2007)
- Kossuthkifli (2015)
- Tóth János (2017–2018)[8]
- Trezor (2018)
- Istenke bicskája (2020)
- Doktor Balaton (2021–2022)
- A besúgó (2022)
- Aranybulla (2022)

### Szinkron
- Tom Hanks (Apolló 13, Ryan közlegény megmentése, Halálsoron, Számkivetett, Kapj el, ha tudsz, Terminál, Polar Expressz, A da Vinci-kód, Angyalok és démonok, Larry Crowne, Rém hangosan és irtó közel, Banks Úr Megmentése Felhőatlasz, Inferno, Sully – Csoda a Hudson folyón)
- Colin Firth (Bridget Jones naplója, Nő előttem, nő utánam, Bridget Jones: Mindjárt megőrülök!, Az igazság fogságában, Nanny McPhee – A varázsdada)
- Tim Roth (Hazudj, ha tudsz!)
- Josh Brolin (Bosszúállók: Végtelen háború, Bosszúállók: Végjáték [Thanos])
- Daniel Auteuil (Margó királyné, A púpos, Lány a hídon, Rejtély)
- A homok titkai – Alaor
- Samuel L. Jackson (Star Wars I. rész – Baljós árnyak, Star Wars II. rész – A klónok támadása, Star Wars III. rész – A Sith-ek bosszúja, Star Wars IX. rész – Skywalker kora, Star Wars – A klónok háborúja, Ki a faszagyerek?, Hipervándor)
- Sean Bean (Trónok harca/Eddard Stark)
- Brad Dourif (Alien 4. – Feltámad a Halál, A Gyűrűk Ura: A két torony, A Gyűrűk Ura: A király visszatér)
- Jimmy Smits (A rémkoppantók, Áldott a gyermek, A millió dolláros hotel)
- Kiefer Sutherland (24)
- Kevin Sorbo (Herkules, Androméda)
- David Caruso (CSI: Miami helyszínelők)
- James Gandolfini (Maffiózók/The Sopranos – Anthony John „Tony” Soprano)
- Russell Crowe (Hazugságok hálója/Ed Hoffman, Rendes fickók/Jackson Healy)
- Gerard Butler (300, Támadás a Fehér Ház ellen)
- Neo FM – Hivatalos hang
- James Belushi (Szahara/Joe Gunn őrmester)
- Héctor Elizondo (Neveletlen hercegnő)
- Vatanabe Ken: (Eredet)
- Kevin Dillon (Törtetők/Entourage – Jonathan "Johnny" Chase)
- Christian Clavier: (Napóleon)
- Christoph Waltz: (Vizet az elefántnak)
- Pokémon: (Oak professzor)
- A NIMH titka: (Jenner)
- Atlantisz – Az elveszett birodalom: Rourke parancsnok
- Madagaszkár 3.: (Vitali)
- Manfred Stücklschwaiger: (Medicopter 117 – Légimentők – Thomas Wächter pilóta)
- Az aranybirodalom bukása: Francisco Pizarro – Robert Shaw (2. szinkron)
- Sherlock – Charles Augustus Magnussen (Lars Mikkelsen)
- Jason Beghe – Bűnös Chicago/Henry "Hank" Voight őrmester
- Richard Burgi – Egy cipőben (In Her Shoes) – Jim Danvers
- Stephen Lang – Avatar – Quaritch ezredes
- Vaksötét (Don't Breathe) – A vak ember / Norman Nordstrom
- Dennis Quaid – Lopott szavak (The Words) – Clay Hammond, Holnapután (amerikai katasztrófafilm, 2004) The Day After Tomorrow
- The Walking Dead – Lennie James
- Fear the Walking Dead – Lennie James
- Banshee – Kai Proctor – Ulrich Thomsen
- Eric Roberts – A feláldozhatók / James Monroe
- Yannick Bisson – Murdoch nyomozó rejtélyei / William Murdoch
- Chris Noth – Szex és New York / Mr. Big
- Lani John Tupu – Csillagközi szökevények 1. évad / Bialar Crais kapitány
- Martin Clunes – Doc Martin sorozatban
- Gordon Ramsay – A pokol konyhája, Amerikai Mesterszakács és Pokoli Hotelek
- Bruce Wayne/Batman – Batman: A sötét lovag visszatér
- Star Wars: A klónok háborúja – Mace Windu / Terrence C. Carson
- Star Wars: Históriák – Mace Windu / Terrence C. Carson
- Mahir Günşiray: Fazilet asszony és lányai (Hazım Egemen), Összetört szívek (Adnan Sancakzade)
- Detroit: Become Human - Hank Anderson hadnagy (Clancy Brown)
- Resident Evil 4 Remake - Osmund Saddler (Christopher Jane)
- Kung Fu Panda (film) – Tai Lung (eredeti hang: Ian McShane)
- Kung Fu Panda 4. – Tai Lung (eredeti hang: Ian McShane)
- Atlantisz – Az elveszett birodalom – Lyle Tiberius Rourke (eredeti hang: James Garner)
- Fidesz média: A Gyurcsány show (2022)
- Fidesz média: Bébi Gyurcsány kalandjai (2024)
- Zafír – Egy rejtett szerelmi történet: Vural Bakırcıoğlu (Erka Bektaş)

## Díjai, elismerései
- Makó Lajos-díj (1986)
- Közönségdíj (1988)
- Kabos Gyula-díj (1998)
- Az évad színésze (2005)
- Jászai Mari-díj (2007)
- Az év szinkronszínésze (2018)
- Arlecchino-díj: legjobb férfi alakítás (2019)
- Érdemes művész (2025)[9]

## Külső hivatkozások
- Kőszegi Ákos a PORT.hu-n (magyarul)
- Kőszegi Ákos az Internetes Szinkronadatbázisban (magyarul)
- Kőszegi Ákos az Internet Movie Database-ben (angolul)
- Kőszegi Ákos a Theateronlie.hu-n